# Léontine Fay
Pour les articles homonymes, voir Fay.
Louise Jeanne Léontine Fay dite Léontine Fay puis Mme Volnys, née à Toulouse (Haute-Garonne) le 9 novembre 1810 et morte à Nice (Alpes-Maritimes) le 29 août 1876, est une comédienne française renommée en son siècle. 
Peu à l'aise dans la tragédie et le drame romantique, elle excella surtout dans la comédie et le vaudeville.

## Biographie
Louise Jeanne Léontine Fay naquit le 9 novembre 1810 à Toulouse. Son père Étienne Fay (1768-1845) était lui-même acteur, chanteur, compositeur et sa mère Jeanne Rousselois-Lemesle (1781-1865) cantatrice. 
Léontine Fay fit des débuts remarqués à l'âge de 6 ans en Allemagne, au théâtre de Francfort-sur-le-Main, dans Le Devin du village de Rousseau et devint la coqueluche du public en France comme partout en Europe où la famille Fay se produisait. De ses parents, elle reçut une solide formation en plus de ses dons naturels pour la danse, le chant et la comédie. Son intelligence, sa souplesse, la finesse et la sensibilité de son jeu lui firent mériter le surnom de "petite merveille". 
En 1820, elle entra au Théâtre du Gymnase où Eugène Scribe écrivit trois pièces pour elle en 1820-1821, en particulier Le mariage enfantin où elle fit un triomphe, avec Virginie Déjazet dans le rôle du jeune mari.

« Léontine Fay dont tout Paris admirait l'intelligence et les talents précoces. Grâce, esprit, finesse et sensibilité, elle avait tout en partage. Thalie semblait avoir révélé tous ses secrets à une enfant de dix ans. »

En 1824, la duchesse de Berry prit sous son aile protectrice le Gymnase qui devint le Théâtre de Madame jusqu'à la révolution de 1830. Après les journées de juillet 1830 et l'abdication de Charles X, la famille royale partit en exil et le théâtre retrouva son nom d'origine. Léontine Fay continuait d'attirer les foules au Gymnase mais elle choisit de suivre Scribe à la Comédie-Française. En 1847, elle fut engagée par le tsar Nicolas Ier au Théâtre Michel à Saint-Pétersbourg où elle terminerait sa brillante carrière en 1867.
En Russie, parallèlement à son activité de comédienne, elle devint en 1856 lectrice de l'impératrice douairière Alexandra Feodorovna (1798-1860), épouse de Nicolas Ier. En 1867, elle rentra en France pour s'installer à Nice, où elle mourut le 29 août 1876.
Léontine Fay a su, comme peu d'enfants prodiges de son siècle, s'adapter avec la même aisance à tous les rôles conformes à son âge. Comme Virginie Déjazet, elle pouvait jouer aussi bien les rôles féminins que masculins.

## Vie privée
C'est à tort qu'on lui a attribué une liaison avec le duc d'Orléans, fils de Louis-Philippe Ier, roi des Français, même si le prince appréciait sa compagnie. Elle épousa en septembre 1832  le comédien Charles Joly, dit  Volnys (1803-1893), « le plus bel homme de son siècle », dont elle eut une fille, Mathilde décédée en 1856 à Nice. Ils entrèrent tous deux au Théâtre-Français, où il triompha dans Un Duel sous Richelieu et incarna un Alceste fort apprécié dans Le Misanthrope. Léontine intervenait toujours avec bonheur dans les pièces de Scribe. En revanche ses prestations dans Angelo et Marion Delorme de Victor Hugo furent plus critiquées. Malgré un succès certain dans la prestigieuse maison de Molière, elle retourna au Gymnase, lassée par la jalousie de Mlle Mars. Charles et Léontine restèrent pensionnaires au Théâtre Français où ils n'intervenaient cependant plus qu'épisodiquement. En 1847, Léontine partit en Russie, tandis que Charles retourna au Vaudeville et soutint le Théâtre historique d'Alexandre Dumas. Malgré les longues séparations, le couple resta uni. Il continuait de collaborer au théâtre ou dans des œuvres de solidarité comme dans la Caisse de prévoyance pour les artistes dramatiques. Après le décès de Mathilde, Léontine traversa une crise mystique et consacra ses dernières années  à des œuvres de charité à Nice. Après une longue séparation, Charles et Léontine se retrouveront en 1867 à Nice. À Nice aussi, la famille impériale de Russie lui resta fidèle et les liens d'amitié noués à Saint-Pétersbourg restèrent toujours très forts.

## Principaux rôles
- 1821 au Gymnase dramatique – Scribe : La Petite Sœur
- 1821 au Gymnase dramatique – Scribe : Le Mariage enfantin
- 1822 au Gymnase dramatique – Scribe : Le vieux Garçon et la petite Fille
- 1826 au Gymnase dit Théâtre de Madame – Scribe : Le Mariage de raison
- 1827 au Gymnase dit Théâtre de Madame  -Théaulon : Le Paysan perverti
- 1828 au Gymnase dit Théâtre de Madame  - Bayard : La Reine de seize ans
- 1828 au Gymnase dit Théâtre de Madame  - Scribe : Yelva, l'Orpheline russe
- 1828 au Gymnase dit Théâtre de Madame  – Scribe : Malvina
- 1829 au Gymnase dit Théâtre de Madame – Scribe : Louise
- 1830 au Gymnase dit Théâtre de Madame – Scribe : La seconde Année
- 1830 au Gymnase dit Théâtre de Madame – Scribe : Une Faute
- 1831 au Gymnase dramatique – Scribe : La Famille Riquebourg
- 1831 au Gymnase dramatique – Scribe : Le Quaker et la Danseuse
- 1831 au Gymnase dramatique – Bayard : La grande Dame
- 1833 au Gymnase dramatique – Scribe : Les Malheurs d'un amant heureux
- 1833 au Gymnase dramatique – Bayard : Une Mère
- 1833 au Gymnase dramatique – Scribe : La Chanoinesse
- 1834 au Gymnase dramatique – Scribe : Estelle
- 1835 au Gymnase dramatique – Bayard : La Fille de l'Avare
- 1835 au Théâtre français – Delavigne : Don Juan d'Autriche
- 1837 au Théâtre français – Scribe : La Camaraderie
- 1837 au Théâtre français – Mélesville : La Marquise de Senneterre
- 1837 au Théâtre français – Scribe : Les Indépendants
- 1841 au Théâtre français – Scribe : Une Chaîne
- 1844 au Théâtre français – Bayard : Le Mari à la campagne
- 1844 au Théâtre français – Galoppe : Une Femme de quarante ans
- 1846 au Théâtre français – Galoppe : Jean de Bourgogne